# عقد 920
عقد 920 هو عقد امتد بين 1 يناير 920 و31 ديسمبر 929 بحسب التقويم الميلادي. سبقه عقد 910 ولحقه عقد 930.

## أحداث
- معركة خونكيرا (920)

## مواليد
- أبو علي الحاتمي (922)
- أبو إسحاق الصابي (925)
- أديلايد من إيطاليا (929)
- جونغجونغ الأول ملك غوريو (923)
- لويس الرابع ملك فرنسا (921)
- أردونيو الرابع ملك ليون (926)
- باسيل ليكابينوس (925)
- بورل الثاني (927)
- غونزالو مينيديس (925)
- القاسم بن علي العياني (922)
- أبي نو سيمي (921)

## وفيات
- اليزيدي (922)
- أبو العباس النيريزي (922)
- فرتون غارسيز ملك نافارا (922)
- إدوارد الكبير (924)
- الحسين بن منصور الحلاج (922)
- نقولا ميستيكوس (925)
- روبير الأول ملك فرنسا (923)
- إلفورد من وسكس (924)
- دميانه الطرسوسي (924)
- غونزالو بيتوتيث (929)
- ابن خزيمة (924)

## كتب
- Yves Denis Papin (1998). Chronologie de l'histoire ancienne. Lieu de publication non identifié: Éditions Jean-paul Gisserot. ISBN:2-87747-346-5. OCLC:40746926. مؤرشف من الأصل في 2022-03-16.
- موسوعة حضارة العالم (2002) لأحمد محمد عوف.

## روابط خارجية
- تصفح سنة بسنة عقد 920 على موقع onthisday.com
- تصفح سنة بسنة عقد 920 ابتداءً من سنة عقد 920 على موقع المكتبة الوطنية الفرنسية